# HEFSDS
Un proiettile HEFSDS (High Explosives Fin Stabilized Discarding Sabot) cioè proiettile ad alta esplosività, stabilizzato ad alette, ad abbandono d'involucro costituito da un corpo solido che contiene al suo interno una piccola carica che esplode una volta penetrata l'armatura, per arrecare il massimo danno possibile all'interno del mezzo.
Proiettili di questo tipo sono utilizzati nel sistema di munizionamento Vulcano della Oto Melara.